# Христо Червенелеков
Христо Д. Червенелеков или Червенолеков (понякога Червен Елеков) е български просветен деец, духовник и революционер, деец на Вътрешната македоно-одринска революционна организация.

## Биография
Христо Червенелеков е роден в град Щип, тогава в Османската империя. Негов брат е просветният деец и революционер в Щип Йордан Червенелеков (? – 1898). Започва да преподава в Тетово, където в 1895 година основава и председателства първия революционен комитет на ВМОРО в града заедно с ресенчанина Владимир Трайчев, щипянина Никола Панчев, велешанина Драган Ничев и тетовчаните Симеон Мисов, Григор Михайлов и Илия Кензов. Като такъв е близък съратник на Гоце Делчев и Даме Груев. Червенеленков е начело на комитета до следната 1896 година.
През 1897 година Червенелеков преподава в кочанското село Виница и покрай разкритията на Винишката афера е арестуван и инквизиран от османската власт.
Приема свещенически сан. През април 1900 година се случва нова афера в Щипския революционен район при провал на канал за Софиларе, по който трябва да мине Диме Бербера с двама четници. Червенелеков е арестуван заедно с Мите Хаджимишев, куриера Петър Гушлев, Т. Трайчов, Диме Прошев, Наце Фурнаджия, Ефрем Миладинов и братята му Гиго и Пеце, Тодор Хаджиконстантинов и други. Освободени са след 10 месеца в 1901 година.
Арестуван е отново в 1905 година при Тетовската афера.
След Щипското клане от 21 ноември 1911 година участва в тричленна делегация заедно с първенците Андон Саев и Коце Бъчваров при валията на града.
Синът му, Асен Червенелеков, в 1932 година завършва философия в Софийския университет.